# NGC 3145
NGC 3145 је спирална галаксија у сазвежђу Хидра која се налази на NGC листи објеката дубоког неба.
Деклинација објекта је - 12° 26' 4" а ректасцензија 10h 10m 9,9s. Привидна величина (магнитуда) објекта NGC 3145 износи 11,7 а фотографска магнитуда 12,5. Налази се на удаљености од 50,601 милиона парсека од Сунца. NGC 3145 је још познат и под ознакама MCG -2-26-36, , PGC 29591.